# Bengtsviken
Bengtsviken är ett naturreservat i Dals-Eds kommun i landskapet Dalsland.
Naturreservatet ligger på östra sidan av Stora Le, gränsande i söder till Bengtsvikevattnet cirka 14 km norr om centralorten Ed. Det är skyddat sedan 2013 och omfattar 50 hektar. 
Området är ett brandfält från juli 2005. Branden var hård och dödade en stor del av träden i den äldre skogen. Humusen har brunnit bort över stora ytor och lämnat hällar och trädrötter kala.